# الإطار الكندي

الشعار المستخدم من 1967 إلى 2022

شركة الإطار الكندي المحدودة (بالفرنسية: Société Canadian Tire Limitée)‏ هي شركة بيع بالتجزئة كندية تعمل في قطاعات السيارات والأجهزة والرياضة والترفيه والأدوات المنزلية. تشمل عملياتها الكندية: Canadian Tire (بما في ذلك محطات وقود الإطار الكندي البترولية وشركة الخدمات المالية التابعة بنك الإطار الكندي)، ماركس، و"إف جي ال سبورت" (بما في ذلك سبورت شيك وخبراء الرياضة)، و بارت سورس، والعمليات الكندية لـبارتي سيتي. استحوذت شركة الإطار الكندي على شركة الملابس والمنسوجات النرويجية هيلي هانسن من خطة معاشات المعلمين في أونتاريو في عام 2018.
تشتهر شركة الإطار الكندي بأموال شركة (بالإنجليزية: Canadian Tire Money)‏، وهو برنامج ولاء تم تقديمه لأول مرة في عام 1958 باستخدام قسائم ورقية تشبه الأوراق النقدية. يقع المكتب الرئيسي للشركة في مجمع كندا سكوير في تورونتو، أونتاريو، وهي مدرجة في بورصة تورونتو. وهي أحد المشاركين في مدونة دقة أسعار الماسح الضوئي التطوعية التي يديرها مجلس البيع بالتجزئة في كندا. 

## أنظر أيضا
- قائمة المتاجر الكندية
- سلسلة الإطار الكندي ناسكار
- Crappytire.com